# Колонии Нидерландов

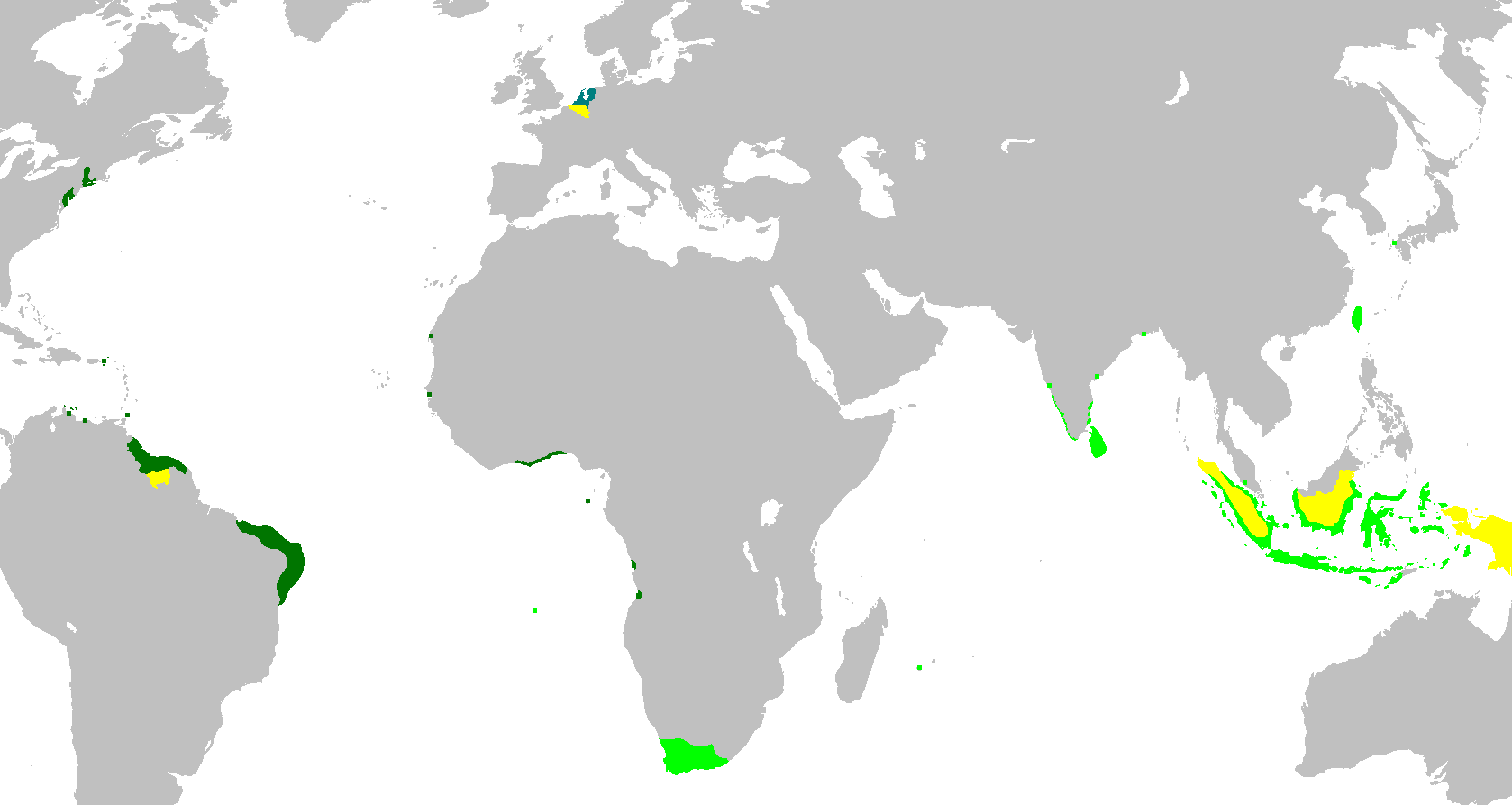
Территории, ставшие объектами экспансии Нидерландов.

Нидерла́ндская (Голла́ндская) колониа́льная импе́рия (нидерл. het Nederlandse Rijk) – колониальная империя во главе с метрополией, формировавшаяся в период XVII-XX вв. в рамках колониальной политики Нидерландов.
Наивысший расцвет империи, прежде всего, территориальный, относится к периоду первой половины XX в. до начала Второй мировой войны, когда в эпоху т.н. «ревущих двадцатых» Нидерланды пережили социально-экономическое процветание, и к 1900-м гг. окончательно завершился процесс территориального формирования Голландской Ост-Индии. 
К 1939 году территория империи составляла примерно 2 109 933 км², а общая численность населения империи составляла примерно 75 881 000 чел., что делало Голландскую империю одной из крупнейших колониальных империй, наравне с Британской и Французской.

## История
Нидерландская империя образовалась в результате торговых, колониальных, научно-исследовательских экспедиций в первой половине XVII века. Империя быстро расширялась и уже к XVIII веку включала в себя территорию Гвианы, Индонезии, фактории в Индии, на Цейлоне, Формозе и др. За свою историю Нидерландская империя включала множество территорий во многих частях мира. Она имела много соперников, главным из них была Британская империя.
Нидерландская колониальная империя увеличивалась и уменьшалась в разные периоды истории, теряя многие свои владения и приобретая другие. Так, в 60-70-х годах XVII века Голландия была вынуждена уступить Англии свои владения в Северной Америке (включая современный Нью-Йорк), а по Амьенскому миру 1802 с Великобританией Голландия (Батавская республика) отказалась в её пользу от Цейлона и Капской колонии в Южной Африке.
Окончательная её ликвидация произошла после Второй мировой войны с освобождением Индонезии в результате войны за независимость и деколонизацией Суринама в 1975 году. Ныне в зависимости от Нидерландов находится лишь несколько заморских территорий расформированных Нидерландских Антильских островов — это Аруба, Кюрасао, Синт-Мартен и Карибские Нидерланды: острова Бонайре, Саба и Синт-Эстатиус.

## Список колоний и поселений
В списке ниже представлены все заморские территории мира, когда-либо находившиеся в колониальной или близкой к ней зависимости от Нидерландов.

### Период колониальных компаний (XVII—XIX века)

#### Ост-Индская компания(1602—1798)
- См. также: Полный список поселений компании[англ.]

Южная Азия
- Голландская Индия (с 1605)
  - Бенгалия
  - Коромандельский берег
  - Малабарский берег
  - Сурат
- Голландский Цейлон (1656—1796)

Дальний Восток
- Голландская Ост-Индия (с 1602)
  - Батавия
  - Семаранг
  - Паданг
  - Амбон
  - Банда
  - Целебес
  - Банджармасин и др.
- Малакка (1641—1795)
- Фирандо (1609—1641)
- Дэдзима (с 1641)
- Голландская Формоза (1624—1662)

Южная Африка
- Капская колония (1652—1795)
- Маврикий (1638—1710)

#### Северная компания(1614—1642)
- Смеренбург
- Ян-Майен

#### Вест-Индская компания(1621—1791)
- См. также: Полный список поселений компании[англ.]

Западная Африка
- Голландская Гвинея (1598—1792)
- Сенегамбия (1617—1678)
- Аргуин (1633—1678)
- Лоанго-Ангола (1641—1648)
- Невольничий берег (1660—1760)

Северная Америка и Карибы
- Новые Нидерланды (1614—1674)
  - Новый Амстердам
- Акадия (1675—1678)
- Виргинские острова (1625—1680)
- Синт-Мартен (с 1648)

Южная Америка
- Померун (1581—1689)
- Голландская Кайенна (1615—1664)
- Эссекибо (1616—1815)
- Бербис (1627—1815)
- Голландская Бразилия (1630—1654)
- Суринам (с 1667)
- Тобаго (1667—1677)
- Демерара (1745—1815)

### Колонии Нидерландов XIX—XX веков
- Капская колония (до 1806)
- Голландская Индия (до 1825)
- Малакка (до 1825)
- Синт-Эстатиус и зависимые территории (до 1828)
- Дэдзима (до 1853)
- Золотой Берег (до 1871)
- Голландская Ост-Индия (до 1942)
- Кюрасао и зависимые территории (до 1954)
- Нидерландская Новая Гвинея (до 1962)
- Нидерландская Гвиана (Суринам) (до 1975)
- Нидерландские Антильские острова (до 2010)

## Современные зависимые территории
- Аруба
- Кюрасао
- Синт-Мартен — южная часть острова Св. Мартина
- Карибские Нидерланды
  -  Бонайре (Бонайре)
  -  Синт-Эстатиус
  -  Саба